# Giardinetto
Il giardinetto di un'imbarcazione è la parte compresa tra il traverso e la poppa. Si distinguono, infatti, il giardinetto di sinistra dal giardinetto di dritta. Il giardinetto è la parte contrapposta al mascone (la parte dello scafo compresa tra il traverso e la prua).
Il nome deriva dal piccolo orto pensile dei galeoni, posto sulla ruota di poppa, all'altezza della cabina del comandante, in cui veniva coltivata quella poca verdura di cui godeva il comandante stesso e (per sua concessione) gli ufficiali della nave durante i lunghi viaggi in mare aperto.